# Maják Fruholmen
Maják Fruholmen (norsky: Fruholmen fyr, dřívější název Norskholmen fyr) je nejsevernějším tradičním zděným majákem v obci Måsøy v kraji Finnmark v Norsku. Stojí na severním pobřeží ostrova Ingøya.

## Historie
Maják vysoký 33 m byl postaven v letech 1864–1866, poprvé byl rozsvícen 25. srpna 1866. Byl to jeden ze tří hlavních majáků, které naváděly lodi kolem Severního mysu (Nordkapp) do Barentsova moře. Maják byl z litiny a v době druhé světové války byl zničen.
Nový maják byl postaven v roce 1949 a byl napájen z naftových dieselgenerátorů. V roce 1963 byl na ostrově položen elektrický kabel a pomocí něj byl maják napájen. V roce 2006 byl maják plně automatizován.
Maják je ve vlastnictví Norské pobřežní správy.

## Popis
Hranolová železobetonová věž na čtvercovém půdorysu má výšku 18 metrů, je bílá s červenou lucernou a galerií nahoře. V roce 1931 byl na maják zaveden telefon. V lucerně je instalována Fresnelova čočka. Maják je činný v roce od 12. srpna do 24. dubna. Během léta není činný kvůli bílým nocím. 

## Data
- výška věže 18 m[6]
- světelný zdroj 44 m n. m.
- záblesk bílého světla každých 20 s
- sektor 007°–300°
- svítivost 2 061 000 cd

označení:
- Admiralty L4126
- ARLHS NOR-215
- NGA 14444

## Malý maják
U paty majáku se nachází malý maják s výškou světla 44 m n. m. Malý maják je vsoký 9 m. Vysílá skupinové bílé, červené nebo zelené světlo v určených směrech každých 10 sekund. Charakteristika Oc.(3)W.R.G. 10s,
Sektory (tři) pro skupinové světlo: zelené: 248°-254°, červené: 254°-262°, bílé: 262°-289°30′, červené: 289°30′-296°, bílé: 296°-320°, zelené: 320°-341°, bílé: 341°-347°, červené: 347°-042°. Svítí v období 12. srpna do 24. dubna.
Jeho označení je ARLHS NOR-428; NF-9345.1.